# Field Goal

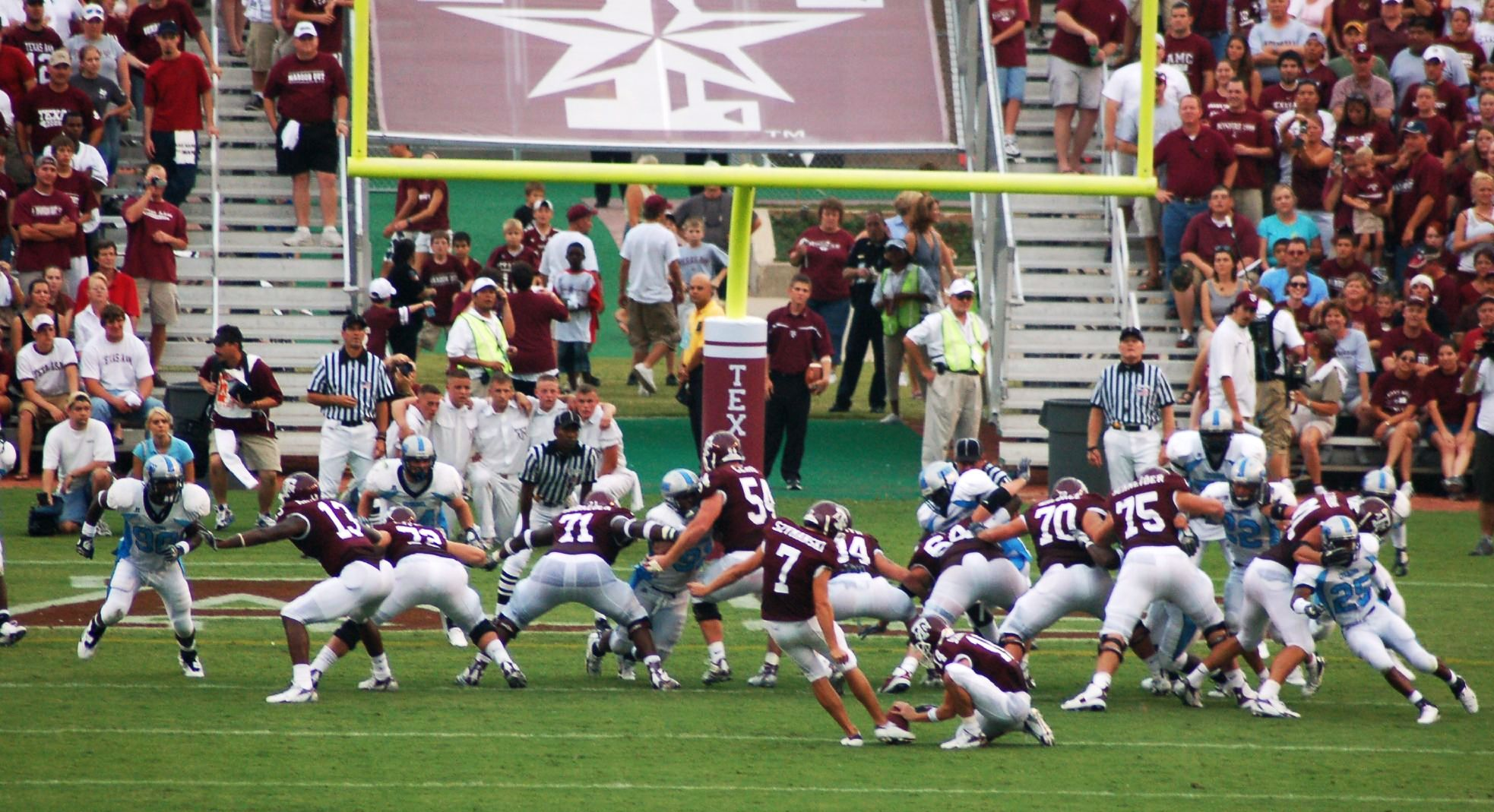
Ein Field-Goal-Versuch im College Football von Texas A&M gegen The Citadel, Saison 2006

Ein Field Goal (FG) bezeichnet im American Football bzw. Canadian Football einen Gewinn von drei Punkten durch die angreifende Mannschaft, indem der auf dem Boden stehende Football mit dem Fuß über die Torlatte durch die Torstangen gekickt wird.

## Allgemeines
Ein Field Goal ist im Canadian Football bis auf zwei Ausnahmen aus jedem Spielzug heraus erlaubt. Es ist weder bei einem Kickoff noch nach einem hingenommenen Safety erlaubt, direkt ein Field Goal zu erzielen, selbst wenn dies aus den großen Entfernungen gelingen würde.
Im American Football ist ein Field Goal nur vom „Play from Scrimmage“ erlaubt und nur so lange der Ball sich noch auf der Seite der Offense befindet. Zum Erzielen eines Field Goals ist sowohl ein Place Kick vom Boden aus, als auch ein sogenannter Drop Kick aus der Hand des Spielers erlaubt, bei dem der Ball unmittelbar nach dem Aufsetzen auf dem Boden (englisch: to drop) geschossen wird, wobei letztere Variante mit der Einführung der geänderten Normierung des Balles im Jahre 1934 mit neu sehr spitz zulaufenden Enden schwierig und damit selten geworden ist.
Ein Field Goal ist gültig, wenn der Ball das Tor über der Querstange und zwischen den beiden Pfosten durchquert, einschließlich des Bereichs zwischen der imaginären Verlängerung der Pfosten in die Höhe. Der Ball darf nach dem Kick und vor dem Passieren des Tors nicht in Kontakt mit dem Spielfeld kommen, eine Berührung der Querstange oder der Pfosten ist aber erlaubt. Die Defense kann versuchen, ein Field Goal an der Line of Scrimmage, oder dahinter, zu blocken. Eine Abwehr auf Höhe des Tores, ähnlich einem Torwart in anderen Sportarten, ist hingegen nicht zulässig und auch kaum möglich.
Im Allgemeinen werden Field Goals nach dem dritten Down (American Football) bzw. zweiten Down (Canadian Football) versucht, da ein weiterer Angriffsversuch das Risiko eines Turnover on Downs beinhaltet.

## American Football

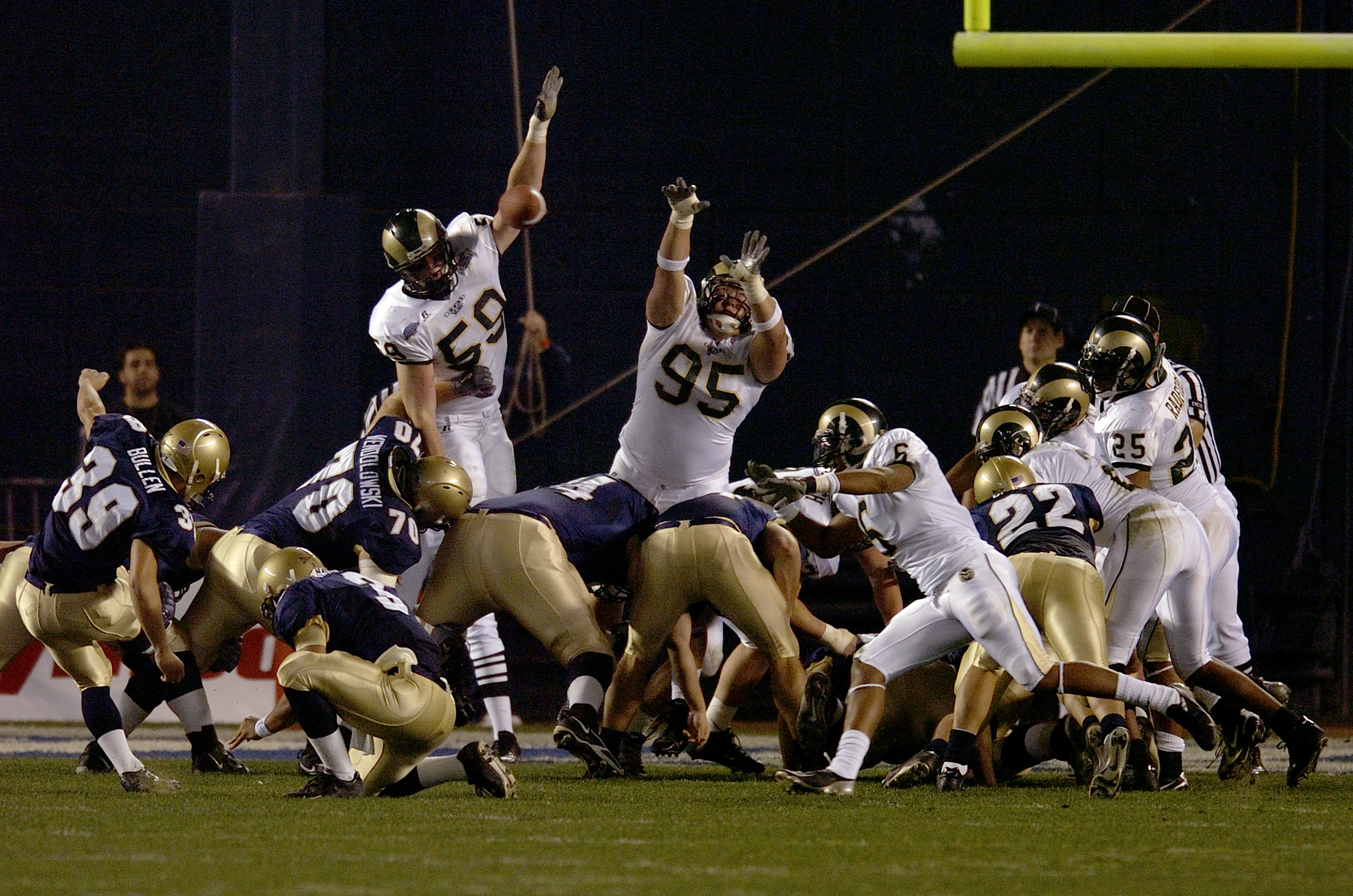
Spieler der Defense (Nr. 59, 95) versuchen das Field Goal des Kickers (39) zu blocken

Im American Football wird ein Field Goal von der angreifenden Mannschaft in der Regel bei Torentfernungen von weniger als etwa 45 Yards (ca. 41 Meter) versucht, wenn sie im laufenden Angriff ihren vierten und letzten Versuch (4th down) ausführt, da ein Field Goal aus diesen Entfernungen relativ sicher verwandelt wird. Die Distanz eines Field-Goal-Versuches errechnet sich im American Football aus der Tiefe der Endzone (10 Yards; die Torstangen stehen seit einigen Jahrzehnten hinter der Endlinie, früher davor) plus der Distanz von der Endzone zur Line of Scrimmage, sowie den üblicherweise 7–8 Yards, die der Ballhalter weiter hinten kniet, wo er den Ball mit der Fingerspitze auf dem Boden stehend hält. Dieser Abstand ist nötig, damit der Football über die Hände der hochspringenden gegnerischen Spieler fliegt, die den Kick blocken wollen. Sollte das angreifende Team noch 25 Yards zur Endzone haben, würde der Field-Goal-Versuch i. d. R. aus (25 + 10 + 7) 42 Yards stattfinden. In Deutschland werden die vorhandenen Fußballplätze zwischen den Toren in 12 gleich große Abschnitte unterteilt, die somit selten genau 10 Yards breit sind. Der längste erfolgreiche Field-Goal-Versuch erfolgte in der National Football League (NFL) über eine Distanz von 66 Yards (aufgestellt am 26. September 2021 von Justin Tucker von den Baltimore Ravens). Im College Football beträgt der Rekord 69 Yards, weil der Ball bis zu den 1970er Jahren von einem 5 cm hohen Ständer (Kicking Tee) getreten werden durfte. Ein Field Goal bringt im modernen American Football drei Punkte. Eine Ausnahmeregelung gab es in der nicht mehr existierenden NFL Europe. Dort war es möglich, mit einem Field Goal, das aus einer Distanz von mehr als 50 Yards erzielt wurde, vier Punkte zu erzielen. Ein Point after Touchdown (PAT), der direkt nach einem Touchdown ebenso wie ein Field Goal durch einen Kick ausgeführt wird, ist einen Punkt wert.
Verfehlt der Ball beim Versuch eines Field Goals das Tor, kommt die gegnerische Mannschaft nach den Regeln der NCAA an der bisherigen Line of Scrimmage in Ballbesitz, in der NFL am Ort des Kicks. Deswegen bemühen sich Abwehrmannschaften kaum, einen etwas zu kurz gekickten Ball zu fangen, da es schwierig ist, den Ball aus der Endzone heraus überhaupt wieder bis zur Line of Scrimmage zu tragen. Dennoch gelang es Antonio Cromartie von den San Diego Chargers am 4. November 2007, bei auslaufender Spielzeit vor der Halbzeit einen zu kurzen Field-Goal-Versuch von Minnesotas Kicker Ryan Longwell über eine Distanz von 109 Yards von der eigenen in die gegnerischen Endzone zu einem Touchdown zurück zu tragen. Dabei handelte es sich um den weitesten Spielzug der NFL-Geschichte.

## Canadian Football
Im Canadian Football gelten im Wesentlichen dieselben Regeln, und auch hier bringt ein erfolgreicher Field-Goal-Versuch drei Punkte. Zu beachten ist, dass die Torstangen nicht am Ende, sondern am Anfang der Endzone, auf der Goalline, stehen, so dass z. B. ein 40-Yards-Field-Goal im American Football einem 30-Yards-Field-Goal im Canadian Football entspräche. Der längste erfolgreiche Versuch in der CFL wurde aus 62 Yards erzielt. Beim Canadian Football existieren im Gegensatz zum American Football zwei spezielle Regeln:
- Single/Rouge: Fliegt der Football nicht durch die Torstangen, erreicht aber die Endzone (bzw. der Ball durchquert die Endzone und geht danach ins Aus), ohne dass er von der gegnerischen Mannschaft ins Spielfeld zurückgetragen bzw. zurückgetreten worden ist, bekommt die kickende Mannschaft ein Single (engl.) bzw. Rouge (frz.), der einen Punkt wert ist. Einen Fehlschuss zurück ins Spielfeld zu bringen, erfordert ggf. viel Raumgewinn, da die Endzone doppelt so tief ist wie im American Football (20 Yards anstelle von 10 Yards). Daher kann es vorkommen, dass die verteidigende Mannschaft auf das Herauskicken bzw. Herauslaufen verzichtet und stattdessen dem Gegner einen Punkt zugesteht und dafür Ballbesitz (an der 35-Yards-Linie) vorzieht, als mit einer unüberlegten Aktion einen Ballverlust zu riskieren. Erobert die kickende Mannschaft den Ball in der Endzone zurück, so erzielt sie einen Touchdown.
- Neues erstes Down: Es gibt im Canadian Football die Möglichkeit, dass der Kicker als Trickspielzug („Fake Field Goal“) den Football zu einem Mitspieler kickt, und ihr Team dafür ein neues erstes Down bekommt. Hierfür muss der Kick min. 10 Yards nach vorne gehen, und der fangende Spieler darf sich zum Zeitpunkt des Kicks nicht vor dem Kicker befunden haben.[2]

## Field Goal Leap
Eine Möglichkeit das Field Goal zu verhindern ist, über die Offensive Line zu springen. Dieser als Field Goal Leap bezeichnete Spielzug wurde von der National Football League und von der Collegeliga NCAA zur Saison 2017 verboten, da das Risiko einer Verletzung sowohl für den Springenden als auch für den Übersprungenen groß ist.